# Brzozowo (powiat sokólski)
Brzozowo – wieś w Polsce położona w województwie podlaskim, w powiecie sokólskim, w gminie Dąbrowa Białostocka.
Przez miejscowość przebiega droga wojewódzka nr 673.
Wieś królewska ekonomii grodzieńskiej położona była w końcu XVIII wieku w powiecie grodzieńskim województwa trockiego. W latach 1975–1998 miejscowość należała administracyjnie do województwa białostockiego.
Wierni kościoła rzymskokatolickiego należą do parafii Ofiarowania Najświętszej Maryi Panny w Różanymstoku.